# Internet-backbone
En internet-backbone, datanet-backbone eller backbone er i it-terminologi en betegnelse for den del af et datanet med særlig høj kapacitet som samler datatrafik fra nettets periferi, transmitterer den og atter fordeler den til periferien. Da dette minder om motorvejsnettets opgaver, omtales internettets backbone indimellem som informationsmotorvejen (engelsk: information highway).